# Amadeo (Cavite)
Cet article possède des paronymes, voir Amadeus et Amédée.
Pour les articles homonymes, voir Amadeo.
Amadeo est une municipalité de la province de Cavite, aux Philippines.